# Coloração de metenamina de prata de Grocott

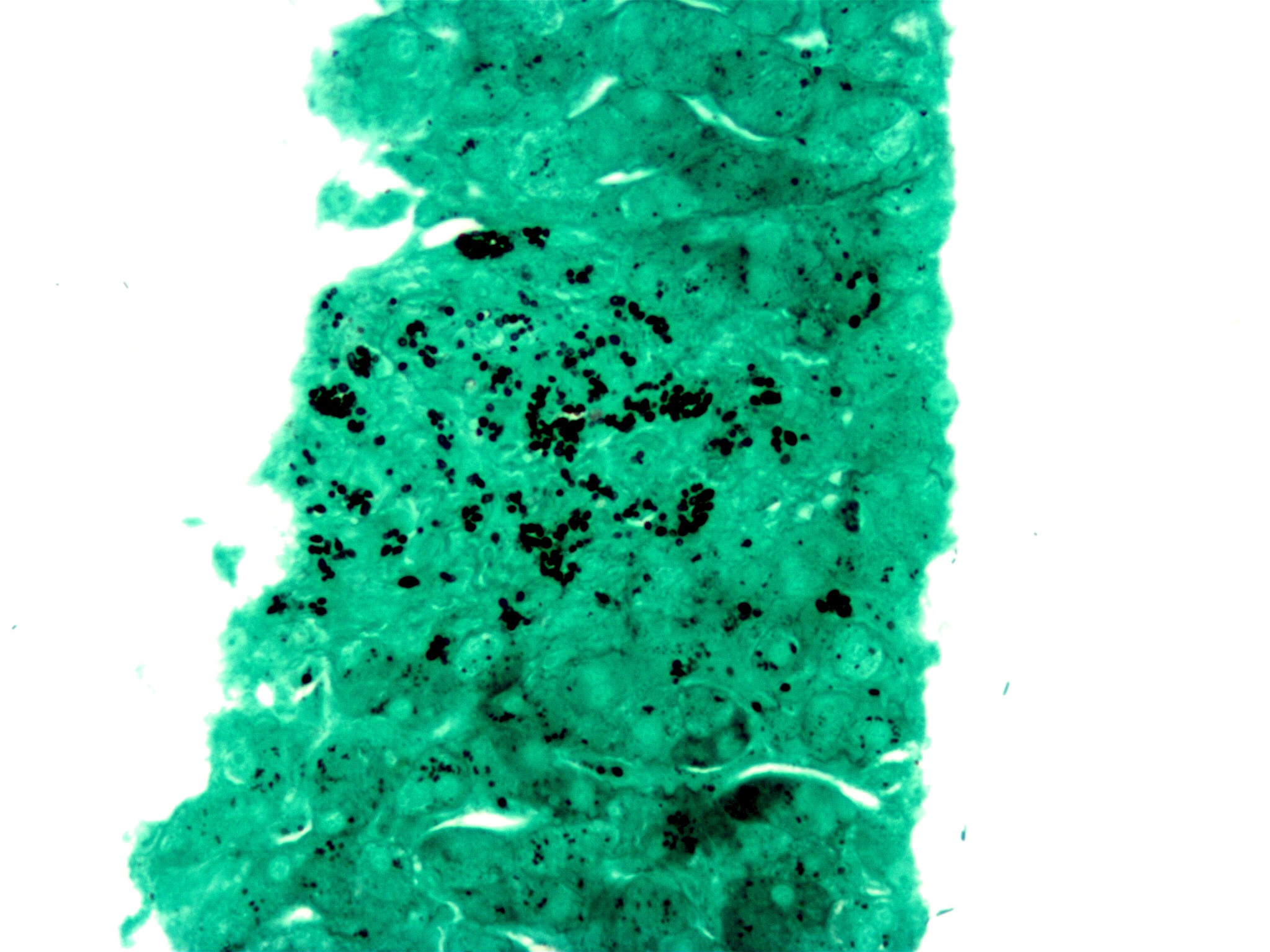
Uma biópsia de fígado usando a coloração de metenamina de prata de Grocott denotando histoplasma (esferas redondas pretas)em um granuloma.

A coloração de metenamina de prata de Grocott-Gomori(ou GMS), é um método de coloração popular na histologia.
É usado amplamente para detectar fungos, sendo particularmente útil na coloração de carboidratos.
Pode ser utilizado para identificar a leveduraPneumocystis jiroveci que causa uma forma de pneumonia denominada pneumocistose (PCP).
As paredes celulares desses organismos são delineadas pela coloração que varia de marrom a preto.